# 中野区立中野昭和小学校
中野区立中野昭和小学校（なかのくりつなかのしょうわしょうがっこう）は、2009年3月まで、東京都中野区上高田に所在した区立小学校。
中野区の学校再編計画により、中野区立東中野小学校と統合し、現在跡地には新設の中野区立白桜小学校が所在する。
2008年6月1日に最後の運動会が開かれた。

## 校名の由来
学区域を通る早稲田通りの旧称昭和通からとった旧町名「中野区昭和通」（現在の上高田・東中野の一部ほか）地域に位置していたことから。昭和時代に開校したこととは関係ない。

## 沿革
- 1951年（昭和26年）4月1日 - 中野区立桃園第二小学校、中野区立上高田小学校から分離し開校
- 2009年（平成21年）3月25日 - 平成20年度修了式。この日をもって閉校。

## 最寄駅
- JR中央線・都営地下鉄大江戸線東中野駅
- 東京メトロ東西線落合駅
- 西武新宿線新井薬師前駅